# Casteau
Casteau [kasto] (en wallon Castia) est une section de la commune belge de Soignies faisant partie de la région du Centre , située en Région wallonne dans la province de Hainaut. 
C'était une commune à part entière avant la fusion des communes de 1977. Lors de cette fusion, la superficie de Casteau passa de 11,11 km² à 10,52 km² au profit de la nouvelle commune de Mons. 
Le village est situé à mi-chemin entre Mons et Soignies sur la route reliant Mons à Bruxelles : la nationale 6. Il est parcouru par plusieurs ruisseaux et est traversé par la rivière Aubrecheuil qui est un affluent de la Haine.

## Étymologie
Le nom de Casteau trouve son origine dans le mot latin castellum signifiant château fort. Contrairement aux informations les plus répandues qui attribueraient l'origine du nom du village à un château fort du Moyen Age, il semblerait que le terme désignerait une réalité toute différente et pourrait renvoyer à un ensemble fortifié remontant soit à la période romaine soit même à l'Age du Fer. 

## Géographie

### Paysage
Près de la rivière Aubrecheuil qui traverse la localité se trouve une vallée encaissée et verdoyante. Le cœur du village est bâti sur un promontoire tandis que le quartier des Bruyères est une plaine qui offre un habitat dispersé de maisons longues et basses entourées de haies typiques. Le village marque la limite entre la vallée de la Haine (20 à 30 mètres d'altitude) et le plateau hennuyer (80 à 150 mètres d'altitude).
On y retrouve de nombreuses maisons anciennes restaurées et des fermes qui témoignent d'une longue histoire rurale. Le village est entouré de bois (Chênes, hêtres, châtaigniers, peupliers, etc.), de prairies et de champs (Cultures de betteraves, maïs, pommes de terre, blé, etc.). 
La rivière Aubrecheuil, qui rejoint plus loin le site de l'abbaye de Saint-Denis, creuse ici, avec le ruisseau des Rivaux, une vallée profonde que sillonnent de petits chemins abrupts. Cet espace biologique est classé Natura 2000. Dans le ravin, derrière la cure, fleurit en hiver l'Eranthe d'hiver (ou hellébore d'hiver), une plante rarissime. La nature particulière des sols (sablonneux) a fait apparaître ici une végétation qui fait penser à la flore alpine et l'on a même observé la droséra, petite plante carnivore.
Le site de la vallée de l'Aubrecheuil se compose de trois entités: à l'ouest, une partie de la plaine alluviale du ruisseau des Rivaux, à l'est, au lieu-dit "Les Fontaines", un premier tronçon de l'Aubrecheuil et au sud, au niveau d'un second tronçon de l'Aubrecheuil, les étangs de St-Denis. L'intérêt de la vallée de l'Aubrecheuil réside, avant tout, dans ses forêts alluviales à aulnes et à frênes. Le ruisseau à cours rapide, le plan d'eau entouré d'hélophytes et le complexe marécageux, présentent un intérêt majeur pour le martin-pêcheur, la sarcelle d'hiver, le busard Saint-Martin et le balbuzard pêcheur, mais aussi pour d'autres espèces comme le maillot de Desmoulin. Sur les versants de l'Aubrecheuil, près des étangs de Saint-Denis, des fragments de chânaies-frênaies atlantiques à jacinthe participent également à l'attrait paysager du site. Quant aux boisements indigènes, prairies pâturées et cressonnières, ils constituent des zones de nourrissage pour la bondrée apivore, le grand rhinolophe et le vespertilion à oreilles échancrées.

### Géologie
Le sous-sol de Casteau est majoritairement constitué de sol yprésien de l'ère cénozoïque (Époque éocène, il y a environ 55 millions d'années). On peut le scinder en deux catégories. L'Yprésien sableux au sommet des buttes boisées de la région (sables fins micacés légèrement glauconifères) et l'Yprésien argileux (argile gris/ocre). De petites nappes aquifères locales peuvent exister au niveau de cette couche d'argile. En dessous de ces 2 couches, on retrouve probablement à des profondeurs de 10 à 15 mètres les premières couches de l'ère mésozoïque composées de craies (Époque du Crétacé). Ces craies sont visibles au niveau des villages voisins d'Obourg et de St-Denis. Il est également possible de trouver plus en profondeur des couches datant du Carbonifère (Il y a environ 350 millions d'années). Cette couche est visible dans les carrières de pierre bleue de la région de Soignies.

## Évolution démographique
- Sources : INS, Rem. : 1831 jusqu'en 1970 = recensements, 1976 = nombre d'habitants au 31 décembre.
- 1970: Augmentation due au venue du SHAPE en 1967

## Histoire

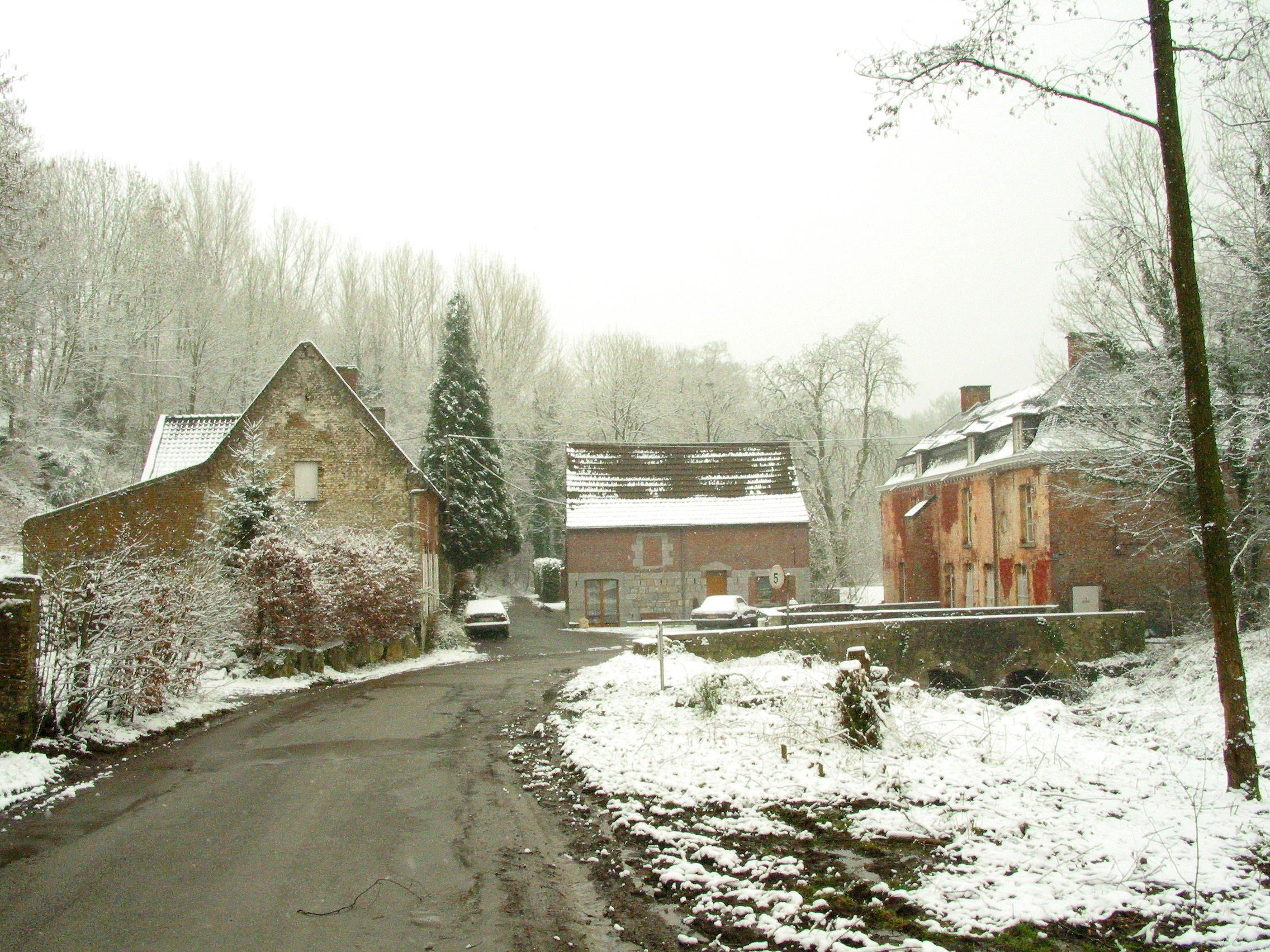
Le vieux moulin

Casteau semble avoir été habité à l'époque du néolithique. En effet, des fouilles archéologiques menées peu après 1970 autour de la ferme de l'Hostée ont permis de mettre au jour des traces d'un éperon fortifié sur la rive gauche de l'Obrecheuil. On a également découvert un cimetière romain de l'époque de Marc Aurèle. Des actes officiels de 847 mentionnent que le village est sous la protection de l'abbé de Saint-Amand. La première église romane avait été érigée vers 1150. Casteau semble avoir été un village prospère pendant tout le Moyen Âge. Une autre date a marqué son existence : le 4 octobre 1349, lors d'une épidémie, une double procession, l'une venant de Soignies et l'autre de Mons réunirent sur le site du Camp de Casteau, les reliques des époux Waudru et Vincent au milieu d'une foule de plusieurs milliers de personnes. Un chirographe conservé aux Archives de l'État à Mons montre une vue du village en 1491. Des rencontres moins paisibles eurent lieu sur le territoire de Casteau en 1678, 1914 et 1918 lors de batailles sanglantes. En 1678, durant la bataille de Saint-Denis, les Français mirent le feu au village que leur avait enlevé le prince d'Orange. Cette bataille fit plus de 4000 morts. La Croix de fer en face de l'église rappelle le sort de ces malheureux. 
L'église de Casteau fut édifiée de 1779 à 1789 sur les bases d'une très ancienne église romane. À l'intérieur, les piliers sont de superbes colonnes de "Petit Granit". Mais le véritable joyau de l'église est une sculpture gothique d'une Vierge en pierre de France polychrome, connue sous le nom de Notre-Dame de Casteau dite Notre-Dame de Pierre. L'église fut restaurée une première fois en 1852 et plus récemment en 1963.
Du côté Nord de la route reliant Mons à Casteau, s'étend une grande plaine transformée en camp militaire par l'armée hollandaise en 1825 et par l'armée belge après 1830. Le 12 mai 1940, le Général Donnay de Casteau accueille en son château, aujourd'hui disparu, le Roi Léopold III qui vient présider le premier Conseil Interallié. Le 31 mars 1967, le nom de Casteau s'est imposé dans le monde avec l'implantation du SHAPE (Supreme Headquarters Allied Powers in Europe) sur son territoire. L'administration du village fut rattachée à Soignies en 1977 lors de la fusion des communes. Le territoire de Casteau occupé par le SHAPE fut de son côté rattaché à la commune de Mons.

## Patrimoine, curiosités et culture

### Patrimoine architectural et curiosités

#### Curiosités
- La Brasserie Augrenoise : Brasserie et fromagerie artisanale.
- Une collection d'autobus et d'autocars dans le dépôt de l'opérateur de transport de Wallonie (TEC).

### Culture

#### Évènements et festivités
- Festival rock annuel : Rock Festival Scouts Casteau (R.F.S.C.) qui est organisé par le poste pionnier des scouts de Casteau depuis 2000.
- Street Music Festival : Festival de musique urbaine, héritier du RFSC, dont la première édition a eu lieu en 2015.
- La fête d'Halloween qui est organisée par Casteau Jeunesse.
- Ducasse de Casteau organisée par l'ASBL C'est à Casteau.

## Personnalités liées
- Jean-Louis Daubechies (1895-1986), général-major de l'armée.
- Michel Mouligneau (1935-1981), alias Guy Latteur, écrivain.